# Phasia pilosa
Phasia pilosa là một loài ruồi trong họ Tachinidae.